# Azay-sur-Indre
Azay-sur-Indre és un municipi francès, situat al departament de l'Indre i Loira i a la regió de Centre – Vall del Loira. L'any 2007 tenia 379 habitants.

## Demografia

### Població
El 2007 la població de fet d'Azay-sur-Indre era de 379 persones. Hi havia 163 famílies, de les quals 41 eren unipersonals (16 homes vivint sols i 25 dones vivint soles), 65 parelles sense fills, 49 parelles amb fills i 8 famílies monoparentals amb fills.
La població ha evolucionat segons el següent gràfic:
Habitants censats

### Habitatges
El 2007 hi havia 208 habitatges, 166 eren l'habitatge principal de la família, 27 eren segones residències i 16 estaven desocupats. 198 eren cases i 6 eren apartaments. Dels 166 habitatges principals, 144 estaven ocupats pels seus propietaris, 19 estaven llogats i ocupats pels llogaters i 2 estaven cedits a títol gratuït; 2 tenien una cambra, 17 en tenien dues, 29 en tenien tres, 48 en tenien quatre i 69 en tenien cinc o més. 149 habitatges disposaven pel capbaix d'una plaça de pàrquing. A 58 habitatges hi havia un automòbil i a 83 n'hi havia dos o més.

### Piràmide de població
La piràmide de població per edats i sexe el 2009 era:
| Homes | Edats   | Dones |
| ----- | ------- | ----- |
| 0     | 95 o +  | 0     |
| 0     | 90 a 94 | 0     |
| 4     | 85 a 89 | 4     |
| 0     | 80 a 84 | 4     |
| 8     | 75 a 79 | 8     |
| 16    | 70 a 74 | 4     |
| 12    | 65 a 69 | 24    |
| 8     | 60 a 64 | 12    |
| 12    | 55 a 59 | 4     |
| 8     | 50 a 54 | 16    |
| 20    | 45 a 49 | 12    |
| 20    | 40 a 44 | 12    |
| 4     | 35 a 39 | 16    |
| 4     | 30 a 34 | 8     |
| 4     | 25 a 29 | 0     |
| 12    | 20 a 24 | 8     |
| 12    | 15 a 19 | 12    |
| 28    | 10 a 14 | 4     |
| 8     | 5 a 9   | 4     |
| 4     | 0 a 4   | 0     |

## Economia
El 2007 la població en edat de treballar era de 236 persones, 178 eren actives i 58 eren inactives. De les 178 persones actives 160 estaven ocupades (85 homes i 75 dones) i 18 estaven aturades (8 homes i 10 dones). De les 58 persones inactives 18 estaven jubilades, 14 estaven estudiant i 26 estaven classificades com a «altres inactius».

### Ingressos
El 2009 a Azay-sur-Indre hi havia 164 unitats fiscals que integraven 377 persones, la mediana anual d'ingressos fiscals per persona era de 18.695 €.

### Activitats econòmiques
Dels 10 establiments que hi havia el 2007, 2 eren d'empreses de fabricació d'altres productes industrials, 1 d'una empresa de construcció, 2 d'empreses de comerç i reparació d'automòbils, 1 d'una empresa de transport, 1 d'una empresa immobiliària, 1 d'una empresa de serveis i 2 d'empreses classificades com a «altres activitats de serveis».
Dels 3 establiments de servei als particulars que hi havia el 2009, 2 eren tallers de reparació d'automòbils i de material agrícola i 1 guixaire pintor.
L'any 2000 a Azay-sur-Indre hi havia 14 explotacions agrícoles que ocupaven un total de 900 hectàrees.

## Equipaments sanitaris i escolars
El 2009 hi havia una escola elemental integrada dins d'un grup escolar amb les comunes properes formant una escola dispersa.

## Poblacions més properes
El següent diagrama mostra les poblacions més properes.